# میکولاش آتاناسوف
میکولاش آتاناسوف (چکی: Mikuláš Athanasov; ۲۸ نوامبر ۱۹۳۰ – ۲۵ دسامبر ۲۰۰۵) کشتی‌گیر اهل چکسلواکی بود.